# Principalía

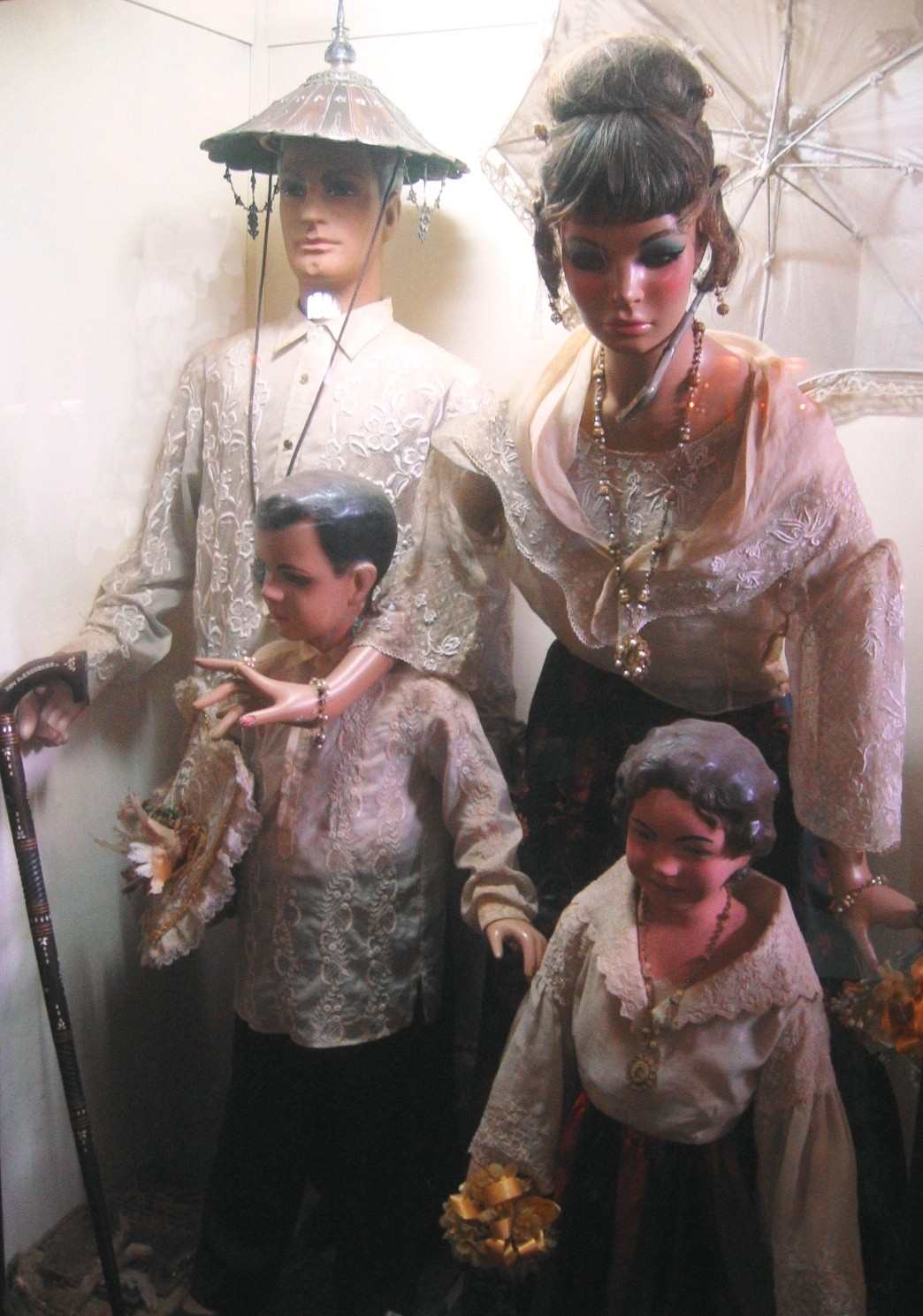
Typische Bekleidung einer Familie, die der Principalía während des späten 19. Jahrhunderts angehört. Photo einer Ausstellung im Villa Escudero Museum in San Pablo, Laguna, Philippines.

Die Principalía oder Führungsschicht war die gebildete Oberschicht in den Städten der kolonialen Philippinen, bestehend aus dem Gobernadorcillo (Bürgermeister), den Cabezas de Barangay (Anführern der Barangays), die die Distrikte regierten, sowie den Trägern der Medaille für zivile Verdienste.
Die Aufnahme in den Kreis der Principalía konnte gemäß dem Königlichen Erlass vom 20. Dezember 1863 – unterzeichnet im Namen der Königin Isabella II. von Spanien durch den Minister für Kolonien, José de la Concha – entweder erworben oder ererbt werden. Fertigkeiten der Spanischen Sprache waren Voraussetzung, wenn man in diesen Kreis aufstieg. Für diejenigen, die diese Ehre ererbt hatten, entfiel diese Voraussetzung. Der königliche Erlass wurde in den Philippinen vom Generalgouverneur durch ein Rundschreiben bekanntgemacht.
Mit dem Regierungswechsel von der Monarchie unter spanischer Herrschaft zur Demokratie unter den Vereinigten Staaten von Amerika verloren die Principalía und ihre Abkömmlinge ihre gesetzlich verankerte Macht und ihre sozialen Privilegien.

## Privilegien
Diese vornehme Oberklasse war während der spanischen Kolonialzeit von der Zwangsarbeit befreit. Als Aristokraten der Städte konnten sie in etwa mit den Patriziern des Alten Roms oder den italienischen Stadtstaaten verglichen werden. Die Mitglieder dieser Klasse genossen exklusive Privilegien:
Die cabezas, ihre Ehefrauen und Erstgeborenen waren von den Tributzahlungen an die Spanische Krone ausgenommen.
Nur die Mitglieder der Principalía durften an Wahlen teilnehmen und zu öffentlichen Ämtern gewählt werden. Sie waren stets mit dem Titel Don oder Doña anzureden.
Sie nahmen auch gewisse Rollen in der Kirche wahr, wie etwa die Assistenz des Priesters in pastoralen und religiösen Aktivitäten.
Im Allgemeinen wurden die sozialen Privilegien der Adligen als gerechtfertigt angesehen, das sie auch höhere soziale Verantwortung trugen. Der Gobernadorcillo erhielt in dieser Zeit ein nominelles Gehalt und bekam keine staatliche Unterstützung für öffentliche Dienste. Vielmehr musste der Bürgermeister die Verwaltung seiner Gemeinde dadurch unterstützen, indem er sich um das Postamt oder das Gefängnis kümmerte sowie um die Errichtung und Reparatur der öffentlichen Infrastruktur und Gebäude.

## Geschichte und Entwicklung

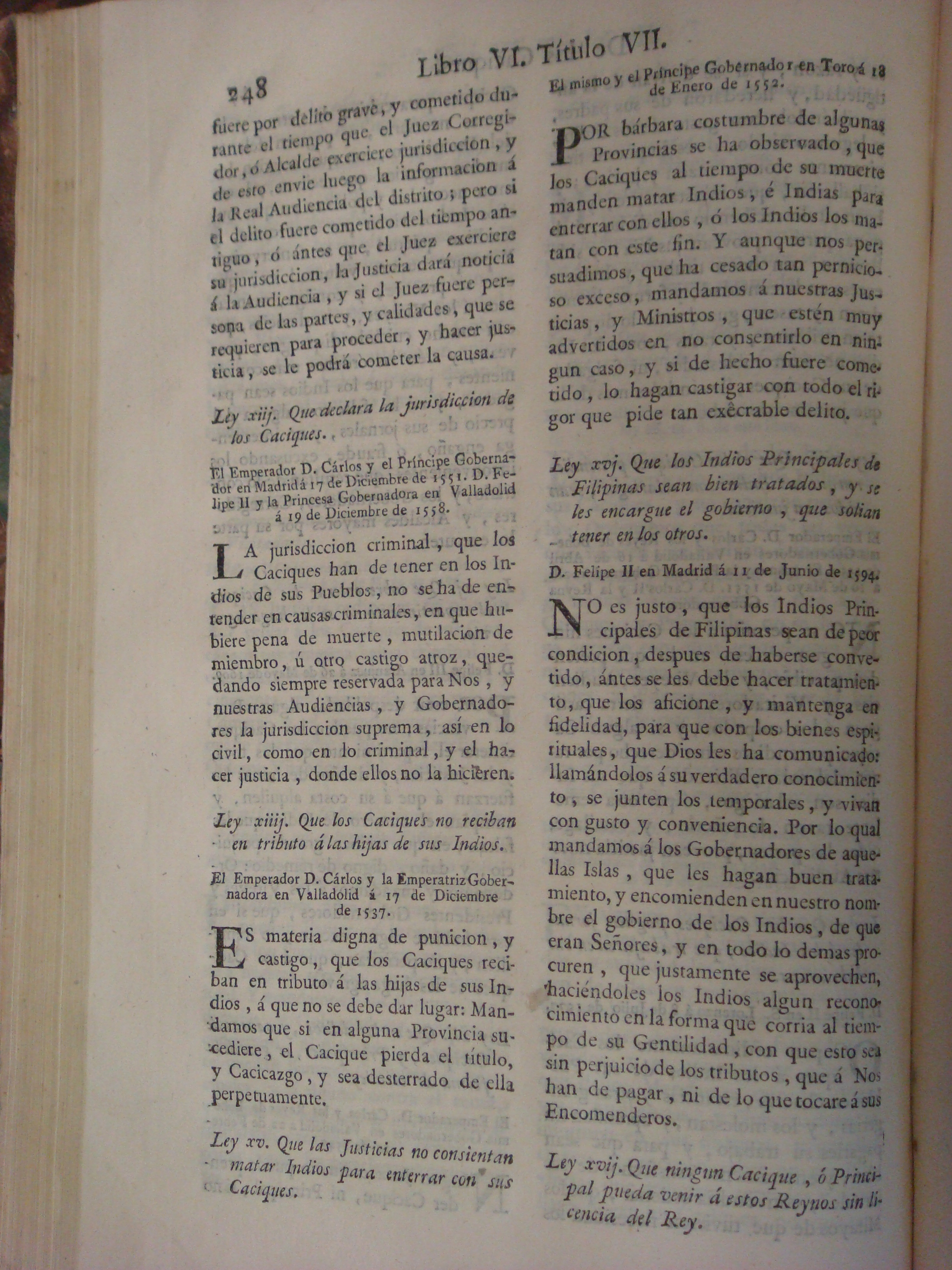
Diese Seite der „Recapitolación de leyes“ zeigt das Gesetz über die Principalia von Philipp II. Das Werk steht in der Bibliothek Estudio Teologico Agustiniano de Valladolid

Von Anfang der Kolonialzeit auf den Philippinen an baute die spanische Krone auf die althergebrachte sozio-politischen Strukturen der Barangays und gleichzeitig auf die traditionellen indigenen Anführer, wie etwa die Datus und machte dadurch ihren Herrschaftsanspruch indirekt geltend. Zur Durchsetzung dieser Politik erließ König Philipp II. von Spanien am 11. Juni 1594 ein Gesetz, das die Würden und Regierungsprivilegien der Indianerhäuptlinge weiterhin garantierte, sofern sie den katholischen Glauben annahmen und ausübten. Er befahl auch den Spanischen Gouverneuren, diese einheimischen Adligen gut zu behandeln. Der König ordnete darüber hinaus an, dass die Eingeborenen diesen Adligen denselben Respekt wie vor der Kolonialisierung zu zollen hatten, jedoch ohne Beeinträchtigung der Dinge, die dem König selbst oder seinen encomenderos (Bevollmächtigten) gebührt. Das königliche Dekret lautet:

„Es ist nicht rechtens, dass die Indianerhäuptlinge der Philippinen nach der Bekehrung in einem schlechteren Zustand seien; vielmehr sollten sie eine dergestaltige Behandlung erfahren, die ihre Zuneigung gewinnt und sie uns ergeben macht, so dass zu den geistlichen Segnungen die Gott ihnen mit ihrer Bekehrung hat zuteil werden lassen, die zeitlichen Segnungen hinzukommen mögen und sie zufrieden und angenehm leben mögen. Daher befehlen wir den Gouverneuren dieser Inseln, sie gut zu behandeln und sie, in unserem Namen, mit der Regierung derjenigen Indianer zu betrauen, deren Anführer sie auch vorher waren. Auch sonst mögen die Gouverneure sehen, dass die Häuptlinge begünstigt werden und dass ihnen die Indianer etwas als Anerkennung bezahlen, genauso wie sie es taten als sie noch Heiden war, sofern es den Tribut, den sie an uns bezahlen nicht beeinträchtigt oder dem, was den Encomendores zusteht, abträglich ist.“

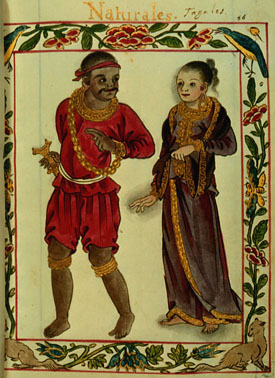
Portrait eines vor-kolonialen philippinischen Adelspaares, dargestellt im Boxer Codex. Links ein General des Königreichs Butuan, rechts eine Prinzessin des Königreichs Tondo

Durch dieses Gesetz wurden die lokalen Filipinofürsten Gefolgsleute (encomenderos) des spanischen Königs, der das Land indirekt durch diese Adligen regierte, wenngleich unter der Aufsicht der spanischen Kolonialbeamten. Dieses System des indirekten Regierens war bei der Befriedung der ländlichen Gegenden äußerst hilfreich und institutionalisierte die Rolle einer Oberschicht der „Principalía“ oder der „Principales“ bis zum Ende der spanischen Kolonialzeit auf den Philippinen im Jahr 1898.
Die Principalía war größer und einflussreicher als die vor-koloniale indigene Adelsklasse. Sie half mit, in den spanischen Kolonien ein oligarchisches System aufzubauen und für mehr als dreihundert Jahre aufrechtzuerhalten.
Die Gesetzgebung der spanischen Kolonialregierung verbot Ausländern, auf den Philippinen Land zu erwerben. Dies trug wesentlich dazu bei, diese besondere Form der Oligarchie zu fördern. In einigen Provinzen der Philippinen verheirateten sich viele Spanier und ausländische Händler mit dem dort ansässigen Malayo-Polynesischen Adel. Aus diesen Verbindungen ging eine neue kulturelle Gruppe hervor, die Mestizos. Ihre Nachkommen entwickelten sich zu einem einflussreichen Teil der Regierung und der Principalía.

## Symbolzeichen

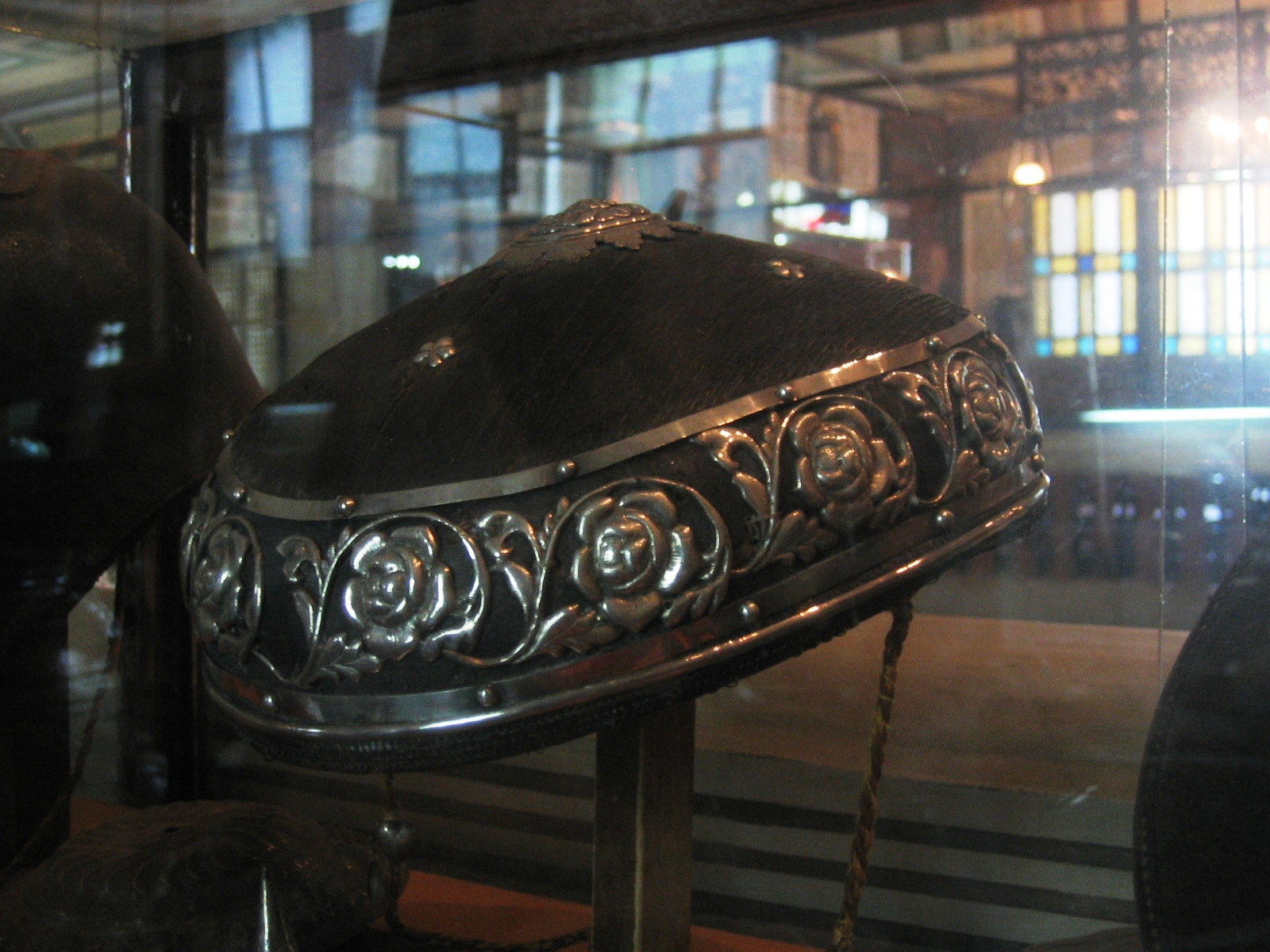
Salakot, mit Silber verziert

In der späteren spanischen Kolonialzeit begann die Klasse der elitären christlichen Landbesitzer ein charakteristisches Salakot zu tragen, einen philippinischen Kopfschmuck, der traditionell von den Indianern getragen wurde. Anstelle des für den Kopfschmuck von den Filipinos üblicherweise verwendeten Rattans oder Schilfgras oder verschiedenen Muscheln, benutzten die Principales wertvollere Materialien wie etwa Schildpatt oder wertvolle Metalle. Die Verzierungen dieser Salakots bestanden aus getriebenem Silber und waren manchmal mit silbernen Münzen verziert oder Anhängern, die vom Rand der Kopfbedeckung herabhingen.